# Estação Santa Eulàlia

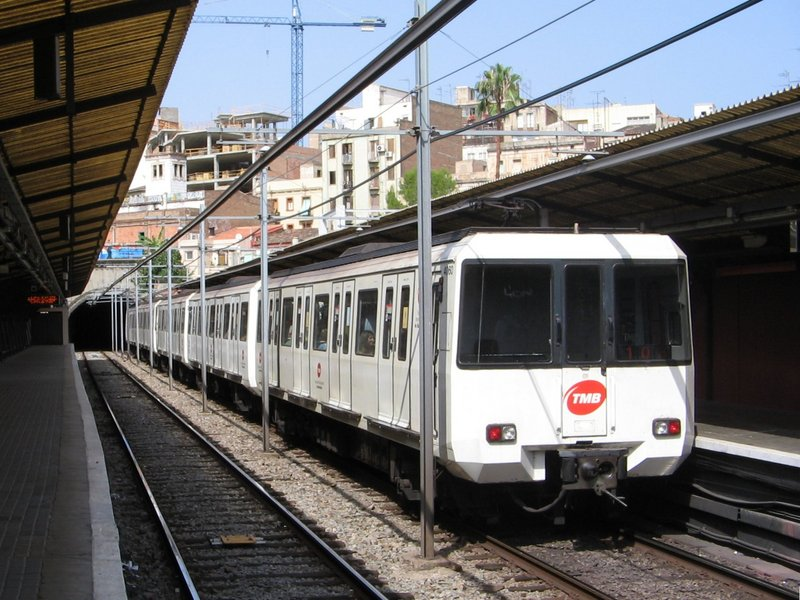
Trem da série 4000, na estação Santa Eulàlia.

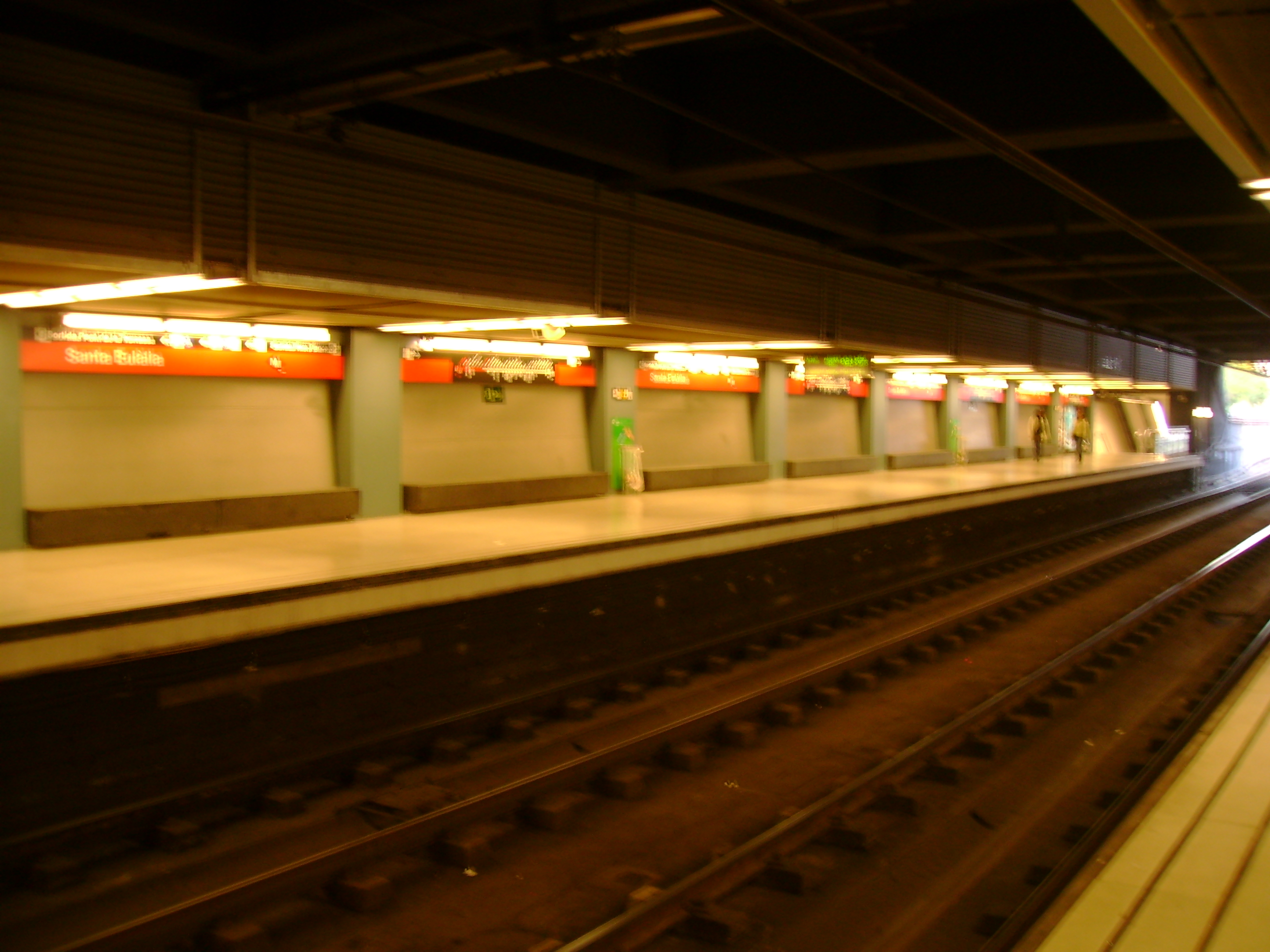
Plataforma de embarque.

Santa Eulàlia é uma estação da linhas Linha 1 do Metro de Barcelona.

## História
A estação está situada na divisa do município de L'Hospitalet de Llobregat com a cidade de Barcelona, e recebeu este nome como uma homenagem ao bairro vizinho de Santa Eulália.
A primeira estação metroviária foi inaugurada em 1932 a poucos metros da atual com o nome de Bordeta Cocheras, já que ao lado ficam as garagens de Santa Eulália, integrantes da Estrada de Ferro Transversal Metropolitana. Era a estação terminal oeste de uma extensão de uma parada da linha L1 da estação de Bordeta. Posteriormente, entre 1980 e 1983, foi fechada para a construção da nova estação que permitiria o prolongamento da então Linha I até Hospitalet de Llobregat. Em 1983, com a inauguração do trecho Bordeta-Torrassa, passou a ser uma estação da linha 1 e mudou a denominação para a atual Santa Eulália.

## Localização
A estação está situada ao longo do lado sul das linhas principais da saída oeste da estação ferroviária de Sants, com a Pont de La Torrassa a oeste e a Riera Blanca a leste. Ela tem duas plataformas laterais de 96 metros  de comprimento, que estão situadas acima do nível da rua na extremidade leste e abaixo do solo na extremidade oeste, e tem uma cobertura comum. Ambas as plataformas têm acesso a partir de uma bilheteria abaixo dos trilhos na Riera Blanca e de uma bilheteria acima da faixa conectada à Pont de La Torrassa. A estação do metrô de Santa Eulália fica imediatamente ao sul da estação ferroviária.

## Acessos
- Pont de la Torrassa
- Riera Blanca